# Taekwondo na Letnich Igrzyskach Olimpijskich Młodzieży 2010

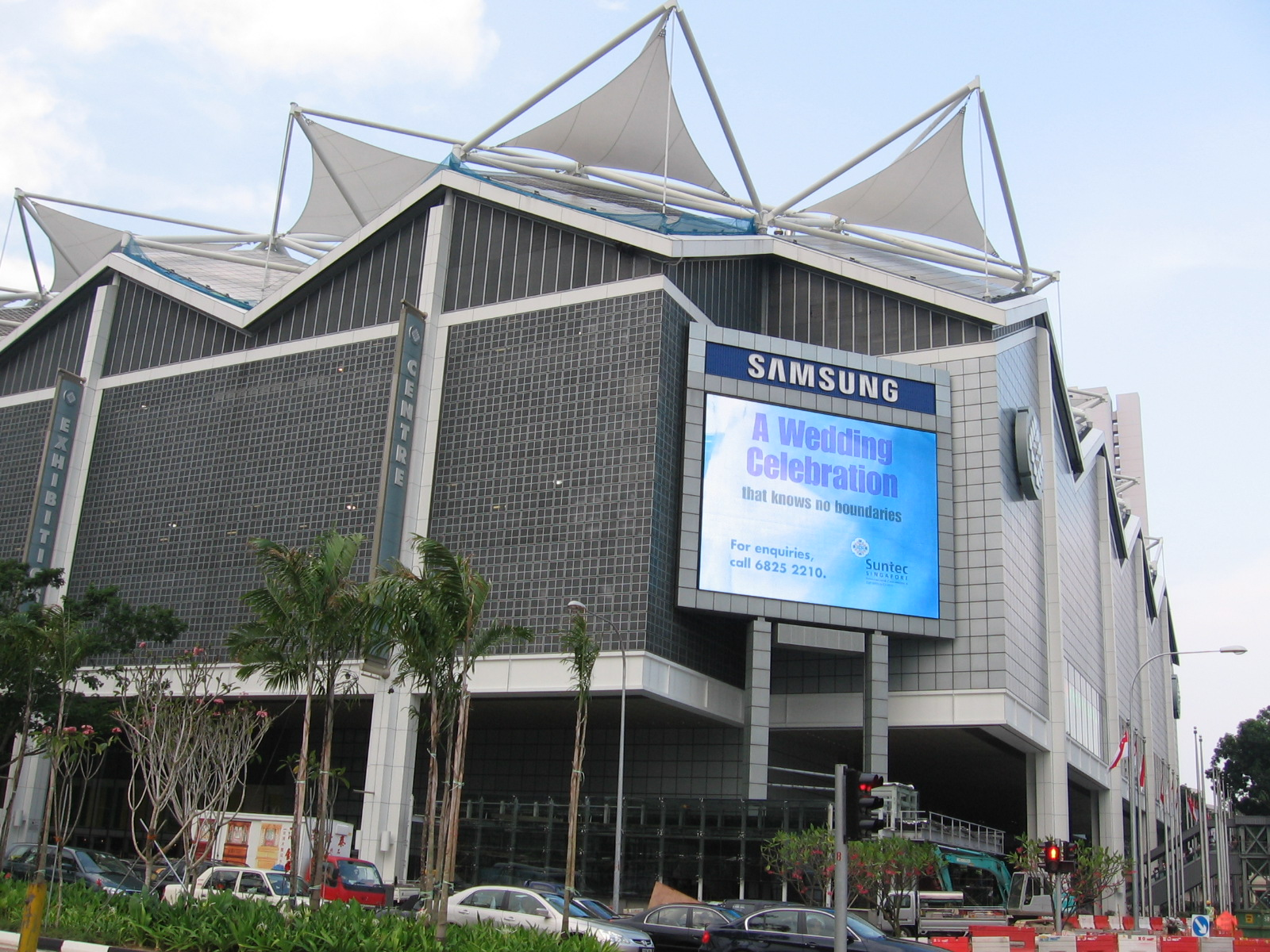
Suntec Singapore International Convention and Exhibition Centre – miejsce zmagań

Taekwondo na Letnich Igrzyskach Olimpijskich Młodzieży 2010 odbyło się w dniach 15 – 19 sierpnia w hali Suntec Singapore International Convention and Exhibition Centre w Singapurze. Zawodnicy rywalizowali w dziesięciu konkurencjach (5 męskich, 5 żeńskich).

## Medale

### Chłopcy
| Konkurencja                     | Złoto           | Srebro             | Brąz                                |
| Poniżej 48 kilogramów szczegóły | Gili Haimovitz  | Mohammad Soleimani | Gregory English Lucas Guzmán        |
| Poniżej 55 kilogramów szczegóły | Kaveh Rezaei    | Nursułtan Mamajew  | Jia Jun Daryl Tan Nguyễn Quốc Cường |
| Poniżej 63 kilogramów szczegóły | Seo Byeong-deok | Mário Silva        | Alejandro Valdés Berkcan Süngü      |
| Poniżej 73 kilogramów szczegóły | Kim Jin-hak     | Aliaschab Sirażow  | Maksym Dominiszyn Michel Samaha     |
| Powyżej 73 kilogramów szczegóły | Liu Chang       | Ibrahim Ahmadsei   | Yazan Al-Sadeq Stefan Bozalo        |

### Dziewczęta
| Konkurencja                     | Złoto               | Srebro            | Brąz                                 |
| Poniżej 44 kilogramów szczegóły | Anastasija Wałujewa | Iryna Romołdanowa | Şeyma Tuncer Szukrona Szarifowa      |
| Poniżej 49 kilogramów szczegóły | Worawong Pongpanit  | Dana Touran       | Jessie Bates Melanie Phan            |
| Poniżej 55 kilogramów szczegóły | Jade Jones          | Nguyễn Thanh Thảo | Shafinas Abdul Rahman Jennifer Ågren |
| Poniżej 63 kilogramów szczegóły | Jeon Soo-yeon       | Antonia Katheder  | Nagore Irigoien Samantha Silvestri   |
| Powyżej 63 kilogramów szczegóły | Zheng Shuyin        | Briseida Acosta   | Faiza Taoussara Yuleimi Abreu        |